# Rwa kulszowa
Rwa kulszowa, ischialgia (łac. ischias) – zespół objawów związanych z uciskiem na nerwy rdzeniowe L4, L5 lub S1 tworzące nerw kulszowy (największy nerw obwodowy człowieka) lub na przebiegu samego nerwu kulszowego.

## Przyczyny
Najczęstszą przyczyną schorzenia jest dyskopatia tej okolicy kręgosłupa, ale może być ono również spowodowane każdą inną przyczyną drażniącą nerwy na ich przebiegu, najczęściej są to lokalne stany zapalne, czasem choroby zakaźne, cukrzyca, zmiany nowotworowe.

## Objawy
Nagły ból okolicy lędźwiowej, promieniujący do pośladka, tylnej powierzchni uda lub do łydki albo stopy. Zwykle towarzyszy mu uczucie osłabienia siły mięśniowej i drętwienia powyższych okolic ciała. Czasem bóle są tak silne, że chory zmuszony jest do przyjęcia pozycji leżącej. Mogą występować parestezje i drętwienia, zaburzenia czucia w różnych miejscach kończyn dolnych.
Wzmożone napięcie mięśni przykręgosłupowych powoduje bólowe ograniczenie ruchomości tego odcinka oraz pojawienie się odruchowego skrzywienia kręgosłupa w odcinku lędźwiowym. Może wystąpić niedowład mięśni prostujących stopę i paluch (korzeń L5), opadanie stopy, pacjent chodząc zaczepia stopą o podłoże. Brak odruchu skokowego świadczy o ucisku krążka międzykręgowego na korzeń S1. Zaburzenia funkcji zwieraczy pęcherza moczowego i/lub odbytu, zaburzenia czynności mikcji i defekacji.
Charakterystycznym objawem rwy kulszowej jest narastający ból podczas podnoszenia kończyny dolnej w czasie leżenia na plecach (objaw Lasègue’a) oraz przy pochylaniu. Może być jednostronny lub obustronny, a także „skrzyżowany” – gdy przy unoszeniu jednej kończyny, objawy pojawiają się w drugiej.
Narastanie deficytów neurologicznych (niedowładów lub porażeń), nasilenie dolegliwości bólów, brak poprawy w ciągu 6 tygodni jest wskazaniem do konsultacji neurochirurgicznej w celu rozważenia leczenia operacyjnego rwy kulszowej.

## Zespół mięśnia gruszkowatego
U 15% populacji nerw kulszowy przebiega poprzez mięsień gruszkowaty, zamiast przebiegać pod nim. Kiedy mięsień się kurczy, może uciskać lub drażnić nerw kulszowy. Potocznie, objaw ten nazywany jest „portfelem kulszowym”, ponieważ portfel, zazwyczaj noszony w tylnej kieszeni spodni, może ucisnąć mięśnie pośladkowe oraz nerw kulszowy podczas siadania. Syndrom mięśnia gruszkowatego może być główną przyczyną rwy kulszowej, jeśli korzeń nerwu nie jest uszkodzony.

## Historia naturalna
U większości pacjentów, u których wystąpiły objawy rwy kulszowej ulega samoistnemu wyleczeniu bez jakiejkolwiek interwencji. Niektórzy pacjenci będą wolni od objawów już po tygodniu, inni będą skarżyć się na ból nawet po kilku latach. I chociaż wczesna identyfikacja pacjentów, którzy wykazują potencjał do samowyleczenia jest trudna, jeśli nie niemożliwa, znajomość patomechanizmu choroby zwyrodnieniowej krążka międzykręgowego (dyskopatii) oraz historii naturalnej rwy kulszowej jest niezbędna przy planowaniu leczenia. Pomimo bardzo bogatego piśmiennictwa dotyczącego rwy kulszowej w przebiegu choroby zwyrodnieniowej krążka międzykręgowego, leczenie jest wciąż tematem kontrowersyjnym. Z przyczyn etycznych do tej pory ukazało się bardzo niewiele artykułów opisujących historię naturalną rwy kulszowej, w których pacjenci nie otrzymali żadnego leczenia.
Hakelius dokonał analizy przebiegu objawów rwy kulszowej u 38 pacjentów leczonych zachowawczo, leczenie polegało jedynie na reżimie łóżkowym oraz stosowaniu gorsetu. 35 z 38 pacjentów (88%) nie zgłaszało żadnych dolegliwości po 6 miesiącach, chociaż 11 nadal pozostawało na zwolnieniu lekarskim.
Weber przeanalizował grupę 126 pacjentów z niejednoznacznymi wskazaniami do leczenia chirurgicznego, u których decyzja o leczeniu operacyjnym była randomizowana. Leczenie zachowawcze u 66 losowo wybranych pacjentów polegało na reżimie łóżkowym, stosowaniu gorsetu oraz terapii paracetamolem. Po 1 roku w grupie pacjentów leczonych zachowawczo u 60% (40) wynik leczenia był dobry lub prawie dobry, 17 było leczonych operacyjnie a 9 nadal zgłaszało silny zespół bólowy. Po czterech latach 5 z 49 pacjentów leczonych nieoperacyjnie nadal cierpiało z powodu rwy kulszowej. Po tym czasie różnica pomiędzy grupą leczoną zachowawczo i operacyjnie nie była istotna statystycznie.
W kolejnym wieloośrodkowym badaniu Weber i wsp. przeanalizowali 208 pacjentów z klasycznym obrazem rwy kulszowej oraz dużym prawdopodobieństwem, że przyczyną objawów jest wypuklina/przepuklina krążka międzykręgowego. Wszyscy pacjenci zostali zbadani przedmiotowo w ciągu 14 dni od wystąpienia objawów. Następnie zostali włączeni do randomizowanego badania z podwójną ślepą próbą oceniającego skuteczność niesteroidowego leku przeciwzapalnego – piroxicamu. Wyniki leczenia zostały oszacowane po 2 i 4 tygodniach za pomocą wizualnej skali analogowej (VAS – Visual Analog Scale) oraz funkcjonalnego testu Rolanda. Dodatkowo po 3 i 12 miesiącach dokonano kolejnego badania wyników leczenia za pomocą kwestionariuszy. I tak w ciągu pierwszego miesiąca, uzyskano znaczącą redukcję bólu u 70% pacjentów (zmiana według skali VAS z 54 do 19); 60% pacjentów wróciło do pracy. Po 1 roku 30% nadal zgłaszało objawy rwy kulszowej, często z towarzyszącym bólem dolnego odcinka kręgosłupa – 20% nie powróciło do pracy. Czterech pacjentów było leczonych chirurgicznie. W grupie leczonej piroxicamem wyniki leczenia nie różniły się od grupy otrzymującej placebo.
Pomimo wielu obserwacji wskazujących na generalnie korzystną historię naturalną rwy kulszowej, praktycznie niemożliwe jest wskazanie grupy pacjentów, w której leczenie zachowawcze będzie mieć największe szanse powodzenia. Ciekawą próbą identyfikacji tych pacjentów jest praca Busha i wsp. Przeanalizował on dane kliniczne 165 pacjentów i wydzielił z niej dwie grupy: 84 pacjentów, u których doszło do przepukliny jądra miażdżystego z przerwaniem ciągłości pierścienia włóknistego, z następową sekwestracją lub bez; oraz 27 pacjentów z wypukliną (ang. bulging), z nienaruszonym pierścieniem włóknistym. Po roku aż u 64 z 84 (76%) pacjentów w pierwszej grupie (z przepukliną jądra miażdżystego) doszło do znaczącej poprawy w postaci redukcji bólu w skali VAS. Z kolei w drugiej grupie zaledwie u 7 pacjentów z 27 (25%) doszło do znaczącej poprawy. Zaobserwowana różnica jest istotna statystycznie, przy bardzo małej p-wartości (p<0,0001). Niewątpliwie wadą pracy jest metoda diagnostyczna używana do oceny radiologicznej – tomografia komputerowa, wobec braku rezonansu magnetycznego; badanie to ma bardzo niską czułość w ocenie ciągłości pierścienia włóknistego.
Podstawowym problemem, który rzutuje na ocenę wyników leczenia zachowawczego wobec leczenia chirurgicznego, są ograniczenia etyczne. Pacjenci z bardzo nasilonym zespołem bólowym (VAS > 80) nie będą włączani do badań obserwacyjnych, zatem u pacjentów leczonych chirurgicznie choroba będzie generalnie bardziej nasilona. Jest to klasyczny przykład błędu doboru próby.

## Rozpoznanie i diagnostyka
Stosowanie zaawansowanych metod diagnostycznych w celu ustalenia przyczyny rwy kulszowej w czasie ostrej fazy bólu jest najczęściej niepotrzebne. Najczęściej ból ustępuje samoistnie po kilku dniach, dlatego przy braku obecności niepokojących objawów pozostaje łagodne leczenie zachowawcze. Poszerzona diagnostyka wskazana jest wyłącznie w wybranych przypadkach.
Podstawowe znaczenie w diagnostyce rwy kulszowej ma dokładne zebranie wywiadu, czyli określenie lokalizacji bólu, jego nasilenia, długości trwania objawów. Ważne jest ustalenie, czy ból jest związany z urazem lub ryzykowną aktywnością fizyczną. Jakkolwiek rwa kulszowa najczęściej spowodowana jest naciągnięciem mięśni lub dyskopatią ważne jest, aby jak najwcześniej wykluczyć poważniejsze choroby, jak infekcja czy nowotwór. W przypadku stwierdzenia obecności tzw. objawów alarmowych należy niezwłocznie zgłosić się do lekarza.

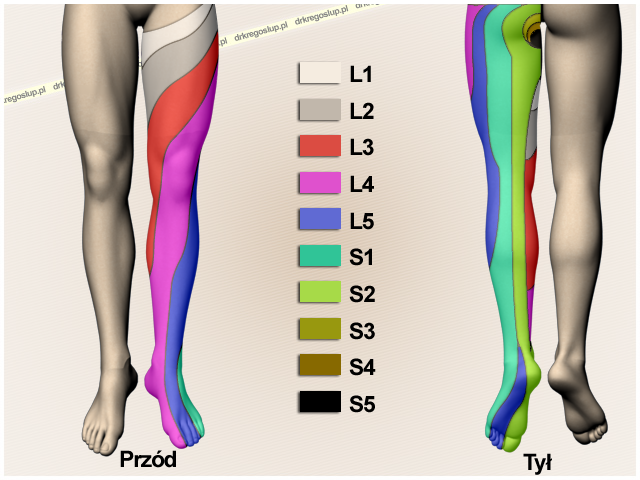
Dermatomy kończyn dolnych

Dokładna lokalizacja bólu potrafi z dużym prawdopodobieństwem ustalić, na jakim poziomie kręgosłupa doszło do uszkodzenia lub drażnienia korzenia nerwowego. Badanie neurologiczne ma na celu określenie siły mięśniowej oraz czucia powierzchownego i głębokiego w kończynach dolnych. Ponadto badanie odruchów kolanowych oraz ścięgna Achillesa pomaga ocenić stopień uszkodzenia korzeni nerwowych. Bardzo czułym objawem w diagnostyce objawów korzeniowych jest objaw Lasegue'a. Polega on na podnoszeniu wyprostowanej nogi w pozycji leżącej na plecach. U zdrowych osób przeważnie udaje się podnieść nogę prawie do uzyskania kąta prostego względem podłoża, w przypadku obecności ucisku na korzeń ruchomość jest ograniczona.
W wybranych przypadkach, gdy ból trwa ponad 2–3 tygodnie, konieczne jest wykonanie obrazowych badań diagnostycznych. Już samo zdjęcie RTG pozwala na wstępną ocenę zaawansowania zmian zwyrodnieniowych kręgosłupa oraz znakomicie uwidacznia ewentualne złamania i/lub przemieszczenia kości kręgosłupa. Bardziej zaawansowane badanie tomografii komputerowej pozwala na znakomite zobrazowanie elementów kostnych kręgosłupa, jest to podstawowe znaczenie w diagnostyce kręgozmyku. Najczulszym badaniem obrazowym, uwidaczniającym głównie tkanki miękkie kręgosłupa jak krążki międzykręgowe i korzenie nerwowe jest badanie rezonansu magnetycznego (MRI). Jego skuteczność w rozpoznawaniu wypuklin jądra miażdżystego wynosi, w zależności od mocy urządzenia, nawet ponad 95%. Ważne jest, aby nie wykonywać jakichkolwiek badań obrazowych w przypadku każdego epizodu bólu ostrego, występującego zaledwie kilka dni. Z kolei obecność objawów alarmowych powinna wymuszać szybką, zaawansowaną diagnostykę.
Inne badania, które stanowią uzupełnienie metod obrazowych, zwłaszcza w przypadkach złożonych, stosowane są rzadziej. Badanie EMG (elektromiografia) pozwala na wykazanie zaburzeń przewodnictwa w nerwach i często pomaga ustalić, na jakim poziomie doszło do uszkodzenia. Mielografia, czyli zdjęcie RTG po wstrzyknięciu kontrastu do kanału kręgowego, jest obecnie badaniem o znaczeniu historycznym, została zastąpiona przez MRI i tomografię komputerową. Pomimo tego, u określonych pacjentów pewne zastosowanie ma mielo-TK, czyli badanie tomografii komputerowej po wstrzyknięciu kontrastu do kanału kręgowego.

## Leczenie
- odpoczynek
- niesteroidowe leki przeciwzapalne
- leki przeciwbólowe – paracetamol, tramadol
- leki rozkurczowe – zmniejszające napięcie mięśniowe
- leczenie rehabilitacyjne – terapia manualna – neuromobilizacje, metoda McKenziego, Kaltenborn-Evjenth
- leczenie operacyjne – neurochirurgiczne, ortopedyczne

## Profilaktyka
W zapobieganiu pojawienia się ataku rwy kulszowej oraz jej nawrotów ważną rolę odgrywa utrzymywanie odpowiedniej pozycji ciała podczas wykonywania czynności życia codziennego, poprawne podnoszenie ciężarów, regularna aktywność czy utrzymanie prawidłowej masy ciała. Poza tym bardzo ważne jest, aby zachowywać prawidłową pozycję w trakcie snu.

## Spanie przy rwie kulszowej
Zasypiając należy znaleźć właściwą pozycję dla ciała, przy której objawy będą najmniejsze lub znikną. Pomocna może być tzw. pozycja roadkill (w pozycji tej leżąc na brzuchu podkurczamy w górę nogę, w której występują objawy). W przypadku, gdy pozycja taka nie pomaga, można spróbować położyć się z ugiętymi biodrami i kolanami na plecach. Łatwo uzyskać taką pozycję podkładając pod łydki kilka dużych poduszek. Wskazane jest, w przypadku występowania rwy kulszowej, spanie na materacu średniej twardości. Zbyt miękki materac może zapadać się, wskutek czego ciężko będzie zmieniać pozycję snu, nasilając występujący ból, zaś w przypadku spania na twardym materacu odczuwalny będzie ucisk na biodro, łopatki, barki.